# Symmoca signatella
Symmoca signatella là một loài bướm đêm thuộc họ Symmocidae. Nó được tìm thấy ở hầu hết miền tây châu Âu, but also Litva, Croatia, Hy Lạp và miền nam Nga. Nó cũng được tìm thấy ở California ở Bắc Mỹ.
Sải cánh dài 12–15 mm. Con trưởng thành bay vào cuối hè and autumn.
Ấu trùng ăn dried vegetable matter.

## Hình ảnh

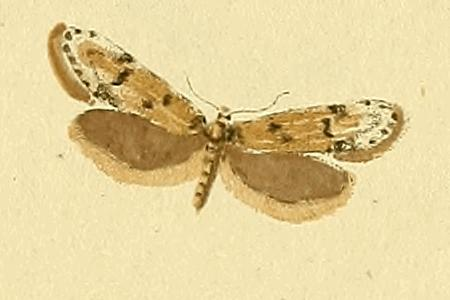